# Wierzbianie
Wierzbianie, inna nazwa "Wierwianie" (ros. вервяне) – plemię zachodniosłowiańskie, poświadczone w połowie X wieku, prawdopodobnie zasiedlające obszar tzw. Grodów Czerwieńskich nad górnym Bugiem. Plemię zostało wspomniane tylko w dziele cesarza bizantyjskiego Konstantyna VII Porfirogenety (905-959) w formie Βερβίανοι. Do tego plemienia trybutarnego udawał się władca Rusi w ramach tzw. poludzia, czyli objazdu okrężnego. Wierzbianie zamieszkiwali obszary, o które rywalizowała Ruś Kijowska z państwem polskim, dlatego wcześnie utracili niezależność i w późniejszym czasie nie są już wymieniani jako osobne plemię.  
Ten sam cesarz dwukrotnie wymienia Lędzan, inne plemię zachodniosłowiańskie, graniczące z terenami Słowiańszczyzny Wschodniej.  
W literaturze rosyjskiej plemię Wierzbian jest niekiedy (błędnie) identyfikowane Drewlanami, do czego nie upoważnia zapis nazwy plemiennej. Na zachodniosłowiański charakter nazwy plemiennej wskazuje brak epentetycznego l', charakterystycznego dla Słowian wschodnich (por. pol. ziemia, ros. zemlja; pol. Drzewianie, ros. Drewljane).

## Tłumaczenie tekstu oryginalnego
Tekst zapiski Konstantyna Porfirogenety w tłumaczeniu bizantynistki prof. H. Evert-Kappesowej:
"W początkach listopada wszyscy Rusowie wraz ze swymi wodzami opuszczają Kijów i udają się na ‘poljudje’, co znaczy ‘półkole’, w rejony Słowian, a mianowicie Werwianów, Dregowiczów, Krywiczów, Siewierzanów i innych, którzy są im podlegli"

## Literatura
- Krzysztof Tomasz Witczak, Z problematyki Słowiańszczyzny plemiennej, część 2: Lędzanie i Wierzbianie (Βερβίανοι) - dwa plemiona prapolskie na wschodnim pograniczu, “Slavia  Occidentalis” T. 48/49, 1991/1992, s. 249-260.
- Krzysztof Tomasz Witczak, O dwóch plemionach prapolskich, zasiedlających Ziemię Przemyską i Chełmską – Lędzanach i Wierzbianach, „Acta Archaeologica Carpathica” R. 38, 2003, s. 157-172.
- Tadeusz Lewicki, Źródła arabskie do dziejów Słowiańszczyzny, t. 2, cz. 2, Wrocław, Warszawa, Kraków, Gdańsk 1977, s. 130 (tłumaczenie tekstu Konstantyna Porfirogenety).
- Hanna Evert-Kappesowa, O Rusach, którzy przybywają z Rusi do Konstantynopola w monoksylach, „Nautologia”, R. 5, 1970, nr. 3-4, s. 73-79.